# Myopias amblyops
Myopias amblyops é uma espécie de formiga do gênero Myopias, pertencente à subfamília Ponerinae.